# Пикеринг, Тимоти
Тимоти Пикеринг (англ. Timothy Pickering; 17 июля 1745 — 29 января 1829) — американский политический, государственный и военный деятель; 3-й Государственный секретарь США с 1795 по 1800 год.

## Биография

### Ранние годы
Пикеринг родился в Сейлеме, Массачусетс, в семье Диакона Тимоти и Мэри Уингейт Пикеринг. Он был одним из девяти детей, а младший брат Тимоти, Джон, в будущем стал спикером Массачесетской палаты представителей. Тимоти учился в гимназии Сейлема, а в 1763 году окончил Гарвардский университет. Сейлемский унитарианский министр Уильям Бентли отметил Пикеринга: «Он с юности был прямым, неспокойным и упрямым».
После окончания Гарвардского университета Пикеринг вернулся в Сейлем, где устроился городским клерком. В 1768 году он был принят в Массачусетский суд, а в 1774 году назначен судьёй. 8 апреля 1776 года Тимоти Пикеринг женился на Ребекке Уайт. В январе 1766 года Пикеринг стал лейтенантом милицейского корпуса округа Эссекс, Массачесетс. Через три года он был произведён в капитаны. В 1769 году Пикеринг опубликовал свои идеи по созданию Эссексской газеты.

### Война за независимость
В декабре 1776 года Пикеринг возглавлял милицейский корпус Эссекса, когда генерал Джордж Вашингтон предложил ему звание генерал-адъютанта в Континентальной армии. В этой должности он курировал установку «Великой цепи», которую выковали на металлургическом заводе Стирлинга. В августе 1780 года Континентальный конгресс избрал Пикеринга генерал-квартирмейстером.

### Приход к власти
После окончания войны Пикеринг предпринял несколько неудачных предприятий: в 1783 году он основал коммерческое товарищество с Сэмюэлем Ходждоном, которое потерпело неудачу через два года. В 1786 году он переезжает в Вайомингскую долину, Пенсильвания, где принял ряд офисов в округе Лузерна. Когда Пикеринг попытался выселить поселенцев Коннектикута, его взяли в заложники на девятнадцать дней. В 1787 году принимал участие в Пенсильванском конгрессе по вопросу ратификации Конституции США. В 1794 году Пикеринг принимал участие в подписании договора Канандейгуа.

### Член кабинета
В 1791 году Вашингтон назначил Тимоти Пикеринга Генеральным почтмейстером США. На этом посту он оставался до 1795 года. С 1795 по 1800 год Пикеринг находился на посту Государственного секретаря США. В 1799 году он нанял себе личного секретаря Джозефа Денни. После ссоры с президентом Джоном Адамсом из-за плана заключения мира с Францией, Пикеринг был отстранён от власти. В 1803 году его назначают сенатором Федералистской партии от штата Массачусетс. В 1812 году он избирается в Палату представителей, где и оставался до 1817 года.